# Кабардинська Вікіпедія
Кабардинська Вікіпедія (кабард. Адыгэбзэ Уикипедиэ
) — розділ Вікіпедії кабардинською мовою. Створена у 2011 році. Кабардинська Вікіпедія станом на 27 березня 2025 року містить 1649 статей, 10 791 зареєстрованого користувача, 17 активних дописувачів, 2 адміністраторів
. Загальна кількість сторінок в кабардинській Вікіпедії — 7109, редагувань — 48 121, мультимедійні файли відсутні
. Глибина (рівень розвитку мовного розділу) кабардинської Вікіпедії середня і становить 74.2 пунктів
. 

## Історія
- Травень 2010 — створена 100-та стаття[3].
- Квітень 2013 — створена 1 000-на стаття[3].